# Premio Hugo Chávez a la Paz y la Soberanía de los Pueblos
El premio Hugo Chávez a la Paz y la Soberanía de los Pueblos o simplemente premio Hugo Chávez, es un reconocimiento concedido anualmente y patrocinado por el Gobierno de Venezuela. Para el gobierno venezolano es el premio de mayor prestigio reservado para personalidades nacionales e internacionales que promueven la paz y la libre soberanía de los diversos pueblos a nivel mundial. La premiación es realizada por el mismo presidente de la República Bolivariana de Venezuela.

## Historia
Fue creado por el gobierno a través del decreto N.º 2.666 pronunciado en la Gaceta Oficial de Venezuela el 12 de enero de 2017 y oficializado el 7 de octubre de 2017 por el presidente Nicolás Maduro durante una ceremonia en memoria del difunto expresidente Hugo Chávez en Sabaneta. Se escogió que la premiación se realizara cada 21 de septiembre por ser la fecha de conmemoración del Día Internacional de la Paz.
El premio deberá contar con una resolución del Ministerio del Poder Popular del Despacho de la Presidencia y Seguimiento de la Gestión de Gobierno que se verá en la responsabilidad de crear un comité calificador con cinco miembros principales y cinco suplentes.
El galardón del premio es una pequeña estatuilla de Hugo Chávez creada por el escultor ruso Sergey Kazantzev que representa a una estatua de seis metros de altura en el municipio de Alberto Arvelo Torrealba en el estado Barinas al noroeste de Venezuela creada por el mismo escultor.

## Premios otorgados
| Año  | Ganador                      | Nacionalidad | Obra de ejemplo (según el gobierno venezolano) | Obra de ejemplo (según el gobierno venezolano)                      | Localización ceremonia | Referencia |
| ---- | ---------------------------- | ------------ | ---------------------------------------------- | ------------------------------------------------------------------- | ---------------------- | ---------- |
| 2017 | Vladimir Vladímirovich Putin | Rusia        |                                                | «Por ser un líder partidario del mundo multipolar y multicéntrico». | Caracas                | [ 5 ]      |